# Nevatim Air Base
Den här artikeln har delvis skapats av Lsjbot, ett program (en robot) för automatisk redigering (2016-09). Artikeln kan eventuellt innehålla språkliga fel eller ett märkligt bildurval. Mallen kan avlägsnas efter en kontroll av innehållet.
Nevatim Air Base är en flygplats i Israel. Den ligger i distriktet Södra distriktet, i den centrala delen av landet och öppnades 1947. Nevatim Air Base ligger 402 meter över havet.
Terrängen runt Nevatim Air Base är lite kuperad. Runt Nevatim Air Base är det ganska glesbefolkat, med 42 invånare per kvadratkilometer. Närmaste större samhälle är Dimona, 14,9 km söder om Nevatim Air Base. Trakten runt Nevatim Air Base är ofruktbar med lite eller ingen växtlighet.